# Celio Aureliano
Celio Aureliano (in latino Caelius Aurelianus; Sicca, ... – Roma, ...; fl. V secolo) è stato un medico romano.
Nato a Sicca in Numidia, visse a Roma intorno alla metà del V secolo, e fu medico di grande fama. L'opera più importante che va sotto il suo nome con il titolo di Genetia non è che una traduzione latina, con poche aggiunte, della Ginecologia di Sorano di Efeso (Περὶ γυναικείων παϑῶν) e così pure il libro De morbis acutis et chronicis si attiene pedestremente a quello del medesimo autore che porta lo stesso titolo (Περὶ ὀξέων καὶ κρονίων καϑῶν). Ciò nondimeno l'opera di Celio è importante perché in essa sono raccolte e conservate le dottrine della celebre scuola medica dei metodici derivante dalla scuola filosofica degli epicurei.
Con Aureliano si ha, per la prima volta, una descrizione sistematica delle patologie, con «enfasi alla problematica della diagnostica differenziale». Aureliano si interessò anche di malattie mentali; propose di abbandonare le cure coercitive in voga alla sua epoca e sostenne l'idroterapia. È il primo autore a citare l'angina pectoris.